# نيستور عباد
نيستور عباد (بالإسبانية: Néstor Abad) هو لاعب جمباز فني إسباني، ولد في 29 مارس 1993 في ألكوي في إسبانيا.

## وصلات خارجية
- نيستور عباد على موقع الاتحاد الدولي للجمباز (licence) (الإنجليزية)
- نيستور عباد على موقع الاتحاد الدولي للجمباز (biography) (الإنجليزية)
- نيستور عباد على موقع اللجنة الأولمبية الدولية (الإنجليزية)
- نيستور عباد على موقع أوليمبيديا (الإنجليزية)
- نيستور عباد على موقع اللجنة الأولمبية الإسبانية (الإسبانية)